# 표본 공간
표본공간(標本空間, 영어: Sample Space)은 실험의 결과 하나하나를 모두 모은 것을 뜻하며 S로 표기된다. 어떤 시행에서 일어날 수 있는 모든 결과들의 모임을 전사상이라고 하는데 이를 통계학에서는 표본 공간이라 칭한다. 표본 공간은 {\displaystyle S}로, 조사대상이 된 집단의 총합을 모집단 Ω로 표현한다. 실험 또는 임의 시도의 모든 가능한 산출들의 모음이다. 표본공간은 확률의 기본적인 접근에서 나타난다.
예를 들어, 동전을 던지는 실험에서 표본 공간은 {뒷면, 앞면}이다. 6면 주사위를 던지는 실험에서 표본 공간은 {1, 2, 3, 4, 5, 6}이다. 표본공간에서 임의의 부분 집합을 사건이라고 부르며, 단 하나의 요소를 갖는 표본 공간의 부분 집합을 근원사건이라고 부른다.

## 같이 보기
- 확률
- 집합
- 확률공간